# Jesús Castro
Jesús Castro Aguirol fou un futbolista mexicà.

## Selecció de Mèxic
Va formar part de l'equip mexicà a la Copa del Món de 1930.